# 王卫国 (1951年)
王卫国（1951年8月—），男，北京人，中华人民共和国外交官，曾任中华人民共和国驻塞舌尔共和国特命全权大使。

## 生平
1975年，进入中华人民共和国外交部工作，先后在驻坦桑尼亚大使馆、外交部干部司、外交部非洲司、驻肯尼亚大使馆任职。1995年，任外交部非洲司参赞。1997年，任驻南非大使馆公使衔参赞。2002年，任外交部香港澳门台湾事务司参赞，后升任副司长。2008年5月，出任中华人民共和国驻塞舌尔大使。2011年10月，自驻塞舌尔大使离任。

## 家庭
已婚，有一子。